# Stéphane Dion

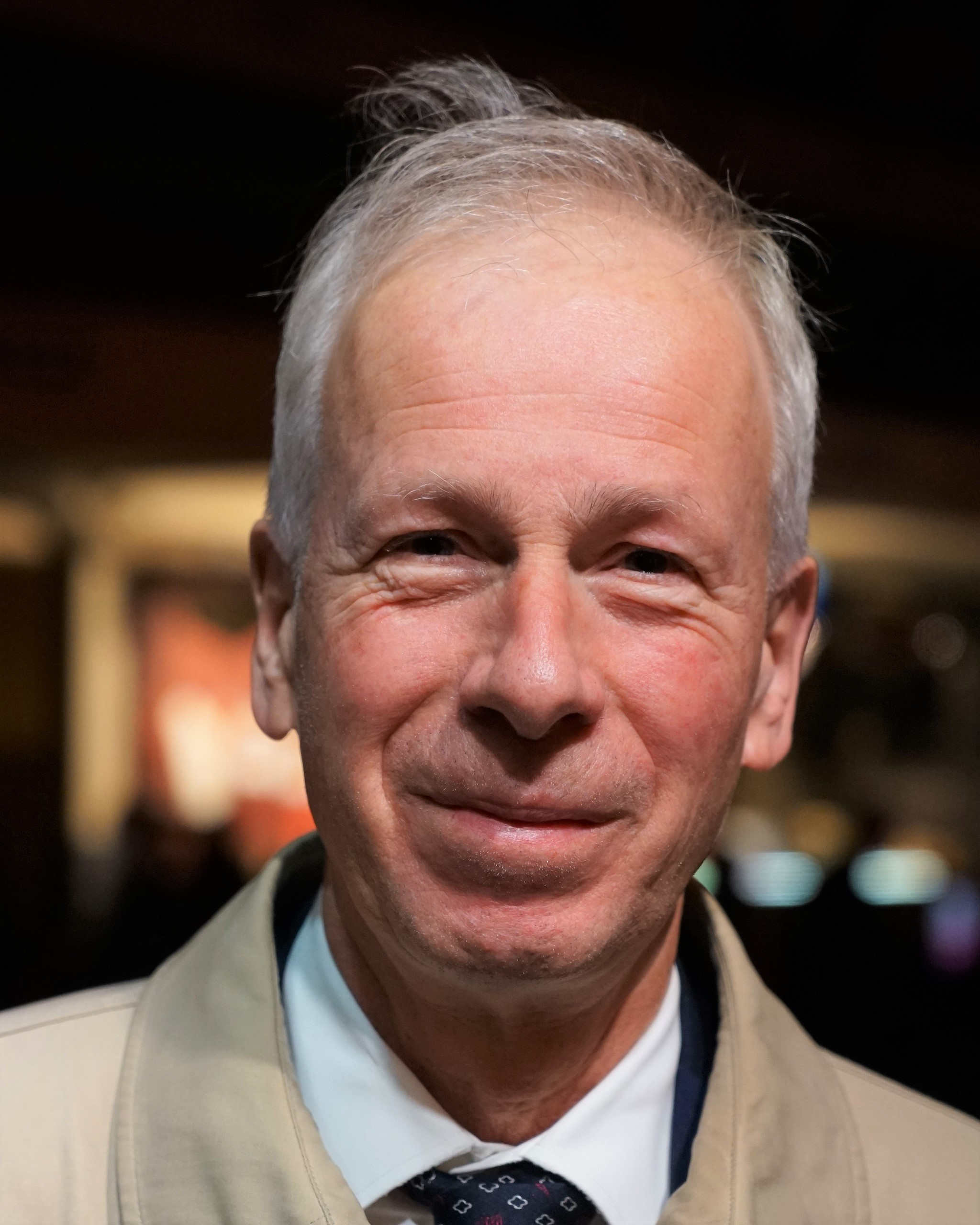
Stéphane Dion (2021)

Stéphane Maurice Dion, PC (* 28. September 1955 in Québec) ist ein kanadischer Politiker, Soziologe und Autor. Nach einer akademischen Karriere ging Dion in die Politik. Von 1996 bis 2017 vertrat er als Abgeordneter im Unterhaus den Wahlkreis Saint-Laurent–Cartierville, ab 2015 nur noch Saint-Laurent, in der Stadt Montreal. Unter den liberalen Premierministern Jean Chrétien und Paul Martin war er Minister für Beziehungen zu den Provinzregierungen und Umweltminister. Von 2006 bis 2008 war er Vorsitzender der Liberalen Partei und Oppositionsführer; es gelang ihm jedoch nicht, die konservative Minderheitsregierung abzulösen. Unter Premierminister Justin Trudeau amtierte Dion von 2015 bis 2017 als Außenminister Kanadas. Von 2017 bis 2023 war Stéphane Dion Botschafter Kanadas in Deutschland.

## Studium und akademische Karriere
Dion ist das zweitälteste von fünf Kindern des Politikwissenschaftlers Léon Dion und der in Frankreich geborenen Immobilienmaklerin Denyse, geborene Kormann. Stéphane Dion wuchs in der Stadt Québec auf. An der Universität Laval studierte er Politikwissenschaft, an der von seinem Vater mitbegründeten Fakultät. 1977 bzw. 1979 erhielt er Abschlüsse als BA und MA. Seine Dissertation war eine Analyse der Wahlkampfstrategien der Parti Québécois. Als Student hatte er diese separatistische Bewegung unterstützt.
Anschließend lebte Dion zusammen mit seiner zukünftigen Ehefrau Jeanine Krieber vier Jahre lang in Paris. Dort studierte er Soziologie an der Académie des sciences morales et politiques und am Institut d’études politiques de Paris. Nach einer kurzen Tätigkeit als Assistent an der Université de Moncton wurde er 1984 als Assistenzprofessor an die Universität Montreal berufen. Er lehrte dort bis Januar 1996, wobei er sich auf die organisatorische Analyse und Theorie der Staatsverwaltung spezialisierte. 1990/1991 hatte er eine Gastprofessur bei der Brookings Institution.
Im April 1986 heiratete er Janine Krieber; im selben Jahr reiste das Paar nach Peru, wo sie die Tochter Jeanne adoptierten. Zwischen 1987 und 1995 veröffentlichte Dion mehrere Bücher und Artikel über politische Themen, öffentliche Verwaltung und Management. Dion war 1994/95 Gastprofessor im Laboratoire d’économie publique de Paris und von 1990 bis 1993 Redakteur des Canadian Journal of Political Science.

## Abgeordneter und Minister
Premierminister Jean Chrétien war im Hinblick auf anstehende Nachwahlen auf der Suche nach profilierten Kandidaten für sein Kabinett. Am 25. Januar 1996 ernannte er Dion zum Minister für die Beziehungen zwischen Bundes- und Provinzregierungen. Genau einen Monat später wurde Dion im Wahlkreis Saint-Laurent–Cartierville problemlos gewählt. Bei den Unterhauswahlen 1997, 2000, 2004 und 2006 gelang ihm jeweils die Wiederwahl.
Dion blieb bis zu Chrétiens Rücktritt am 12. Dezember 2003 im Amt. Als Paul Martin die Regierung übernahm, entließ er Dion, da Chrétiens Kabinett wegen eines Korruptionsskandals in Misskredit geraten war und er sich von den früheren Ministern distanzieren wollte. Die Liberale Partei musste bei der Unterhauswahl 2004 besonders in Québec Verluste hinnehmen und konnte nur noch eine Minderheitsregierung bilden. Damit diese Provinz trotz allem in der Regierung vertreten blieb, wurde Dion am 20. Juli 2004 zum Umweltminister ernannt.

## Politische Karriere: Parteivorsitzender, Oppositionsführer, Diplomatie
Nachdem die Liberalen die Wahl 2006 verloren hatten und die Regierungsverantwortung an die Konservativen überging, musste Dion am 12. Februar 2006 als Minister zurücktreten. Paul Martin gab den Parteivorsitz ab und Dion präsentierte sich als Kandidat für dessen Nachfolge. Am Parteitag am 6. Dezember 2006 erreichte er im ersten und zweiten Wahlgang jeweils nur das drittbeste Ergebnis. Er konnte jedoch Bob Rae und Michael Ignatieff hinter sich lassen und wurde schließlich eher überraschend im vierten Wahlgang gewählt.
Bei der vorgezogenen Neuwahl im Oktober 2008 gelang es den Liberalen nicht, die Konservative Partei von Premierminister Stephen Harper als stärkste Partei abzulösen. Die Pattsituation blieb bestehen; die Liberalen verloren wiederum Sitze, während es den Konservativen ein weiteres Mal nicht gelang, eine Mehrheit zu erringen. Dion kündigte daraufhin an, er werde als Parteivorsitzender zurücktreten, sobald die Delegiertenversammlung einen Nachfolger bestimmt habe; als Termin war der Mai 2009 vorgesehen.
Harper setzte seine Minderheitsregierung fort, sah sich aber schon nach wenigen Wochen angesichts der Finanzkrise massiver Kritik an seinem wirtschaftspolitischen Kurs ausgesetzt. Die Oppositionsparteien kündigten für den 8. Dezember 2008 ein Misstrauensvotum gegen Harper an. Bei erfolgreichem Ausgang hätten die Liberalen und die Neuen Demokraten mit Duldung des Bloc Québécois eine Koalitionsregierung gebildet, mit Dion als Interims-Premierminister. Harper beantragte daraufhin bei Generalgouverneurin Michaëlle Jean die Aussetzung der Parlamentsarbeit bis Ende Januar 2009, vier Tage vor dem geplanten Misstrauensvotum nahm sie Harpers Antrag an. Am 10. Dezember 2008 trat Dion, weitaus früher als geplant, zurück; die Parlamentsfraktion bestimmte Michael Ignatieff als interimistischen Vorsitzenden.
Nach über neun Jahren in der Opposition kehrte Dion 2015 in die Regierung zurück. Im Kabinett von Justin Trudeau amtierte er vom 4. November 2015 bis zum 10. Januar 2017 als Außenminister.
Im Februar 2017 wurde er zum Botschafter Kanadas in Deutschland berufen; damit verbunden war der Auftrag als „Sonderbotschafter für die EU und Europa“. 2023 wurde er in diesem Amt von John Horgan abgelöst.

## Interviews, Gespräche
- Multilateralismus, Umweltschutz, Gleichberechtigung und Einwanderung. Dion erläutert Kanadas Position. Interview mit Paul von Streit, Deutsch-Kanadische Gesellschaft. In: 360° Kanada. Die Rundum-Perspektive, 4, Herbst 2019, S. 62–64 (Fotos). 360-Grad-Medien, Mettmann ISSN 1869-8328 Leicht gekürzt; vollständige Fassung
- Dion, Wolfgang Bergmann, Sonja Finck: Literatur in Kanada. Gespräch aus Anlass der Premiere aller 4 Teile einer Kanada-Dokumentation ARTE-ZDF-CBC von Stephanie Weimar (4 mal 26 min), aus Anlass der Frankfurter Buchmesse 2020, Berlin[8]